# Flora Balzano
 (décembre 2008).
Flora Balzano, née le 24 mai 1951 à Alger, est une écrivaine et comédienne québécoise.

## Biographie
Sa mère était à moitié française et à moitié polonaise. Elle dansait le ballet à l'opéra d'Alger. Son père est d'origine moitié italienne et moitié espagnole. Elle a un frère et deux sœurs. 
Le père a immigré en Algérie à cause de la pauvreté de ses parents. À cause de la guerre d'Algérie, Flora et sa famille déménagent en France. Elle vit à Nice jusqu'à l'âge de quinze ans. 
Elle commence sa carrière à la station de radio et de télévision de Monte-Carlo, de 6 à 15 ans. Puis, ses parents décident d'immigrer au Québec : elle ne sait toujours pas pourquoi.  
Elle n'est jamais retournée en Algérie. Elle est retournée quelquefois en France. Elle dit se sentir étrangère au Québec comme en France.
N'ayant, à cause de son accent français, décroché aucun rôle à l'issue des nombreuses auditions qu'elle a passées, elle se tourne vers le doublage. Elle incarne notamment des personnages de dessins animés pour enfants.
En 1988, elle commence à écrire des nouvelles pour les revues Liberté et XYZ. Plusieurs sont intégrées quatre ans plus tard dans son roman Soigne ta chute, paru en 1991 chez XYZ. Il s'agit, selon l'auteure, d'une « bibliographofiction ». En 1992, elle compose quatre nouvelles pour la revue Liberté. « [I]nventer […] une autre langue, une autre humanité, [c'est] ce que fait avec maestria Flora Balzano à force de crier de l'intérieur, utilisant ici l'arme de l'humour, là celle de l'ironie. »
Flora Balzano a deux filles et deux petits-enfants.

## Œuvre littéraire

### Roman
- Soigne ta chute, Montréal, XYZ éditeur, coll. « Romanichels », 1991, 120 p. (ISBN 9782892610475, lire en ligne)

### Nouvelles
- Quatre nouvelles (1988)
- La Première Fois (1989)
- Terre de mes aïeux (1990)[2]
- Chantemé (1991)
- La Croûte (1992)
- Encore pas un roman (1992)
- C'est la sève qui compte (1992)
- Des couilles (1992)

## Doublage
Note : la première date est celle de la première diffusion française.

### Séries télévisées d'animation
- 1972 : Le Roi Léo : Rune
- 1974 : Le Prince Saphir : Saphir
- 1974 : Mini-Fée[3] (Sally la petite sorcière)[4] : Danny
- 1974 : Charlie Brown : Schroeder, Pig Pen
- 1979 : Vic le Viking : Vic
- 1983 : Belle et Sébastien : Sébastien
- 1985 : Les Bisounours : Dounours et Champiours
- 1986 : Astro le Petit Robot : Astro
- 1987 : Le Magicien d'Oz : Tic-Tac
- 1990 : Les Simpson[5] : Martin Prince
- Sinbad le Marin : Hassan
- Le Petit Castor : Petit castor
- Les Contes de la forêt verte : Toubon
- Les Amis ratons : Bernard Laveur

### Court-métrage d'animation
- 1980 : Les Trois Mages du cosmos : Peter

### Séries télévisées
- 1974-1975 : Vic le Viking : Vic
- 1978 : Les Amis de Chico : Chris
- 1981 : Matt et Jenny : Matt
- 1981 : Belle et Sébastien (série télévisée d'animation) : Sébastien
- 1984-1992 : Les Huxtables : Vanessa Huxtable (Tempestt Bledsoe)
- 1986 : Astro, le petit robot : Astro

### Films
- 1975 : La Petite Sirène : Fritz, le dauphin
- Les Fables d’Ésope : Ésope

## Honneurs
- 1991 - Finaliste au Prix du Gouverneur général, Soigne ta chute
- 2009 - Invité à G-anime, le festival d'animation japonais de la ville de Gatineau—Annulation dernière Minute